# Terek (Rusland)
 For alternative betydninger, se Terek. (Se også artikler, som begynder med Terek)
Terek (russisk: Терек) er en by i Republikken Kabardino-Balkaria i Rusland. Den ligger ved floden Terek, omkring 40 km øst for republikkens hovedstad Naltsjik. Den har et areal på 37 km² og en befolkning på 20.068 (2024) indbyggere og ligger i en højde af 250 moh.
Den blev grundlagt i 1876; Bystatus blev tildelt i 1967.